# Rotring
Rotring (Eigenschreibweise rOtring) ist ein Markenname des US-Unternehmens Sanford Corporation, der für Zeichenbedarf aller Art verwendet wird. Sanford wiederum ist ein Tochterunternehmen von Newell Brands.
Ursprünglich gehörte der Markenname „rotring“ der rotring-werke Riepe KG in Hamburg, die 1998 an Sanford bzw. Newell Rubbermaid verkauft wurde und daher heute Sanford GmbH heißt.
Für das technische Zeichnen gibt es von Rotring Schreibgeräte (Druckbleistifte, Tuschefüller-Isograph, Rapidograph, Zeichenplatten, früher auch Schriftschablonen, Tintenkulis) und Zirkelbestecke.
Die Serien Rotring 600 und später Rotring 600 NEWTON aus massivem Messing sind auch nach Einstellung der Produktion noch gesuchte Schreibgeräte. 2018 wurde die Serie Rotring 600 wieder eingeführt.